# Ciclone Tauktae
A tempestade ciclônica extremamente severa Tauktae (pronúncia birmanesa: [taʊʔtɛ̰]) foi um poderoso ciclone tropical do mar Arábico em 2021 que se tornou o ciclone tropical mais forte a atingir o estado indiano de Gujarat desde o ciclone de Gujarat de 1998 e um dos mais fortes ciclones tropicais já afetados a costa oeste da Índia.
Tauktae trouxe fortes chuvas e inundações repentinas para áreas ao longo da costa de Qurala e em Laquediva. Houve relatos de fortes chuvas nos estados de Goa e Maarastra. Tauktae resultou em pelo menos 122 mortes na Índia, e deixou outras 81 pessoas desaparecidas. Houve 5 mortes relatadas no Paquistão. A tempestade deslocou mais de 200 mil pessoas em Gujarat. O ciclone também causou grandes danos à infraestrutura e à agricultura na costa ocidental da Índia. 32 pescadores se perderam no mar quando seus barcos foram atingidos pelo ciclone. Bombaim também sofreu impactos da tempestade, com aeroportos sendo fechados por razões de segurança. A cidade experimentou a maior rajada de vento já registrada, 114 km/h (70 mph). Quedas de energia e outros problemas elétricos também prevaleceram nas regiões afetadas. O ciclone atingiu Gujarat no mesmo dia em que a Índia registrou, na época, o maior número de mortes por COVID-19 em um único dia, com 4 329 mortes relatadas. Perdas com Tauktae são estimados em 15 mil crore de rúpias indianas ou 2,1 bilhões de dólares americanos.

## História meteorológica

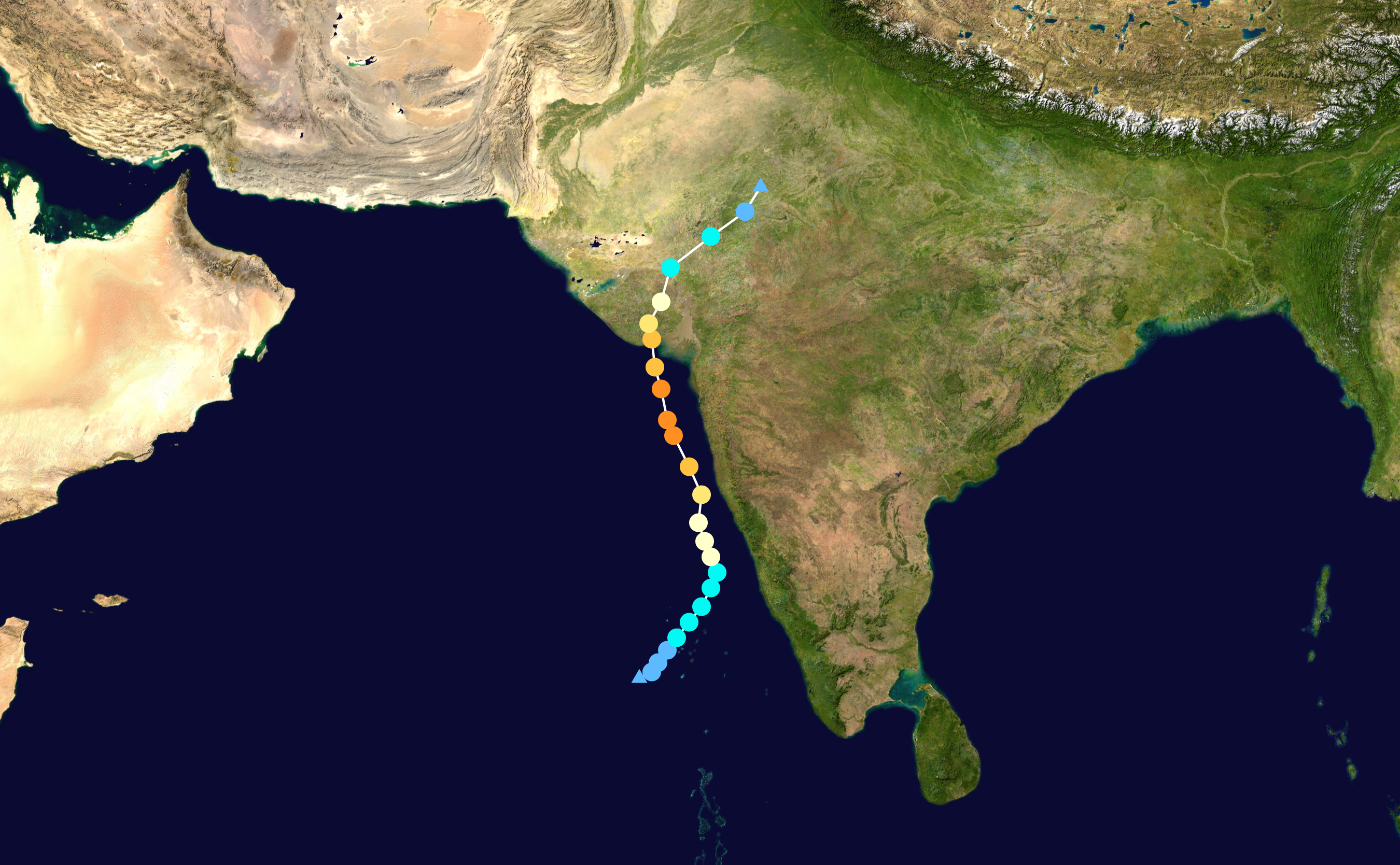
Mapa traçando a trilha e a intensidade da tempestade, de acordo com a escala Saffir-Simpson

Em 14 de maio, uma depressão se formou no mar da Arábia, na costa de Querala. Poucas horas depois, o Joint Typhoon Warning Center (JTWC) o designou como Ciclone Tropical 01A. O sistema se intensificou gradualmente, à medida que a ampla área de convecção antes desorganizada começou a envolver o centro de circulação de baixo nível. Isso se fortaleceu ainda mais, tornando-se uma depressão profunda às 12h00min (UTC) do mesmo dia. Por volta dessa época, o sistema voltado para o nordeste começou a se mover em direção à Índia. Devido à grande área de convecção sobre o ciclone, ele despejou fortes chuvas nas partes do sul do país. Seis horas após a atualização, o sistema ficou ainda mais organizado e se intensificou em uma tempestade ciclônica, recebendo o nome de Tauktae pelo IMD. Tauktae mais tarde se intensificou em uma tempestade ciclônica severa às 15h00min UTC de 15 de maio, como um robusto nublado denso central desenvolvido, logo depois classificou-se em um ciclone categoria 1 (SSHWS) com ventos de 65 kn (120 km/h).
Na manhã de 16 de maio, o ciclone virou para o norte, paralelamente à costa oeste da Índia. Em meio às condições favoráveis declaradas anteriormente, a tempestade se intensificou rapidamente e, às 6h00min (UTC) daquele dia, o JTWC atualizou o sistema para um ciclone tropical de categoria 2. Às 9h00min (UTC), o ciclone havia desenvolvido um olho bem definido, mas irregular, de acordo com imagens da INSAT, e o JTWC atualizou Tauktae para um ciclone tropical equivalente à categoria 3, conforme a intensificação rápida continuou. Apesar deste período de fortalecimento, as imagens da INSAT indicaram que o olho da tempestade mais tarde se degradou por um tempo. A tempestade continuou se intensificando, e às 3h00min (UTC) de 17 de maio, Tauktae atingiu seu pico de intensidade como uma tempestade ciclônica extremamente severa, com ventos sustentados de no máximo três minutos de 195 km/h (120 mph), No máximo um minuto sustentado de ventos de 220 km/h (140 mph) e uma pressão central mínima de 950 milibares (28 inHg), tornando a tempestade o equivalente a um ciclone tropical de categoria 4. Logo depois, Tauktae iniciou um ciclo de substituição da parede do olho, que começou a enfraquecer a tempestade.
Conforme a tempestade se aproximava da costa de Gujarat, Tauktae completou seu ciclo de substituição da parede do olho e começou a se reorganizar, conforme um novo olho se tornou visível nas imagens de satélite e as temperaturas do topo das nuvens caíram na região central densa nublada (CDO). Às 20h30min, hora local (IST), o ciclone atingiu a costa de Una, em Gujarat. Logo depois, o JTWC emitiu seu aviso final no sistema. No comunicado, a agência estimou os ventos sustentados de um minuto de Tauktae no landfall em 125 mph (205 km/h), tornando Tauktae o equivalente a um ciclone tropical de categoria 3 de ponta, tornando-se a tempestade mais forte a atingir Gujarat desde que registros confiáveis começaram, ultrapassando o recorde estabelecido pelo ciclone de Gujarat de 1998. Posteriormente, devido à interação com à terra, a tempestade começou a enfraquecer lentamente; o efeito oceano marrom do Golfo de Kutch e do Golfo de Cambaia fez com que a tempestade enfraquecesse a um ritmo mais lento do que o normal. Às 11h30min, hora local (IST), a tempestade enfraqueceu abaixo da intensidade da tempestade ciclônica severa, antes de enfraquecer abaixo da intensidade da tempestade ciclônica 12 horas depois, após atravessar o terreno acidentado da faixa de Aravalli, trazendo fortes chuvas e rajadas de vento para a região do norte da Índia. Às 14h00min (UTC) de 19 de maio, Tauktae enfraqueceu em uma área de baixa pressão bem marcada sobre Rajasthan e Madhya Pradesh adjacente, e o IMD emitiu seu boletim final sobre a tempestade.

## Preparativos

### Índia

#### Pré-chegada
Em 16 de maio de 2021, o primeiro-ministro indiano Narendra Modi realizou uma reunião de alta revisão para revisar a preparação para o ciclone através de videoconferência com vários altos funcionários em Nova Deli. Toda a pesca costeira em Querala foi proibida pela autoridade de gerenciamento de desastres do estado entre 13 e 17 de maio, em antecipação ao mar agitado causado pela formação de Tauktae e travessia das águas offshore. O IMD emitiu um alerta vermelho para nove distritos em Querala para chuvas torrenciais em 15 de maio, incluindo Laquedivas. Todos os voos no aeroporto de Agatti em Laquedivas foram suspensos enquanto o ciclone passava sobre o arquipélago. A Força Nacional de Resposta a Desastres (NDRF) despachou nove equipes para Querala enquanto destacamentos de militares indianos foram colocados em espera. Oxigênio suplementar e outros suprimentos médicos também foram trazidos para as áreas de risco de fontes nacionais e estrangeiras. Três pescadores em um navio inoperável foram resgatados pela Guarda Costeira Indiana a 19 km (12 mi) de Kannur em 14 de maio. Mais de 2 mil pessoas foram evacuadas para 71 centros foram estabelecidos para populações vulneráveis à erosão costeira enquanto os pacientes de COVID-19 entre os evacuados foram levados para centros de tratamento especializados. Um toque de recolher foi inicialmente imposto para reduzir a propagação do COVID-19 em Dakshina Kannada, Carnataca.
No total, a NDRF mobilizou 4 700 funcionários em 100 equipes em seis estados. Em Guzerate, 200 mil pessoas foram evacuadas de áreas baixas, enquanto 54 equipes da Força Nacional de Resposta a Desastres e da Força Estadual de Resposta a Desastres (SDRF) foram destacadas. Em Maarastra, o ministro-chefe Uddhav Thackeray disse que os alertas foram levantados para os distritos costeiros e que a administração do estado estava se preparando para garantir que o fornecimento de eletricidade e oxigênio permanecesse nos hospitais de COVID-19. As operações no Aeroporto Internacional de Mumbai foram suspensas em 17 de maio entre 11h e 14h (IST). Bandra Worli Sea Link também foi fechada para tráfego normal e a campanha de vacinação COVID-19 em Mumbai também foi suspensa durante o dia.
Em 16 de maio, o número de pessoas evacuadas cresceu rapidamente para dezenas de milhares de pessoas quando Tauktae se aproximou da costa de Gujarati. O IMD disse que ondas gigantes de até nove pés eram esperadas na área. Autoridades do governo do estado indiano disseram que mais de 150 000 pessoas deveriam ser evacuadas de áreas vulneráveis na noite de domingo. Toda a pesca foi suspensa até segunda perto da costa de Gujarat. Mais de 170 vans de unidades móveis de terapia intensiva foram implantadas para ajudar a prevenir a possibilidade de agravamento do atual surto de casos de COVID-19. Hospitais protegeram seus edifícios contra o vento para evitar danos. A Marinha foi colocada em espera em Guzerate. O exército também estava continuamente vigiando Tauktae. Nesse momento, 180 equipes de socorro e resgate e nove ETFs também estavam de prontidão. O IMD alertou sobre inundações costeiras causadas por uma tempestade de até 13 pés. Foi estimado que Ahmedabad, a cidade mais populosa de Guzerate, recebesse até dez centímetros de chuva durante os próximos 1-2 dias (entre 18-21 de março), mais do que a quantidade média que a cidade recebe no primeiro semestre do ano. Centenas de pacientes com COVID-19 foram transferidos das alas costeiras em Bombaim para um terreno mais seguro. Tripulações, vestidas com trajes anti-risco, patrulhavam as áreas costeiras e alertavam os moradores para irem a lugares mais altos.

#### Pós-chegada
Como a tempestade passou por Guzerate e enfraqueceu muito mais lentamente do que o esperado anteriormente, as previsões de chuva foram feitas pelo IMD para várias áreas do estado. Em 19 de maio, um alerta laranja foi emitido para o oeste de Utar Pradexe. Inundações localizadas, alagamento de áreas baixas e fechamento de passagens subterrâneas em áreas montanhosas foram alertadas. A redução da visibilidade, interrupção do tráfego, danos às estradas, estruturas e impactos agrícolas também foram motivo de preocupação. Esperava-se que áreas isoladas recebessem chuvas "muito fortes", em uma região "bastante espalhada" a "generalizada". O IMD aconselhou as pessoas em risco a verificar o congestionamento de tráfego em suas rotas planejadas, seguir os avisos de tráfego e evitar ir a locais com risco de danos causados pela água e alagamento.

### Paquistão
O ministro-chefe de Sindh, Syed Murad Ali Shah realizou uma reunião de emergência do ciclone, onde declarou emergência em todos os distritos localizados ao longo da faixa costeira da província.

## Impacto

### Índia
No total, 122 pessoas morreram como resultado do ciclone Tauktae, com pelo menos 80 feridos. 10 morreram em Querala, 8 em Carnataca, 3 em Goa, 18 em Maharashtra, 37 mortos no naufrágio do Barge P305 e 46 em Guzerate. 11 774 038 pessoas foram afetadas, 257 135 evacuadas e mais de 56 846 casas foram danificadas.  69 429 postes elétricos e 196 estradas foram danificados, assim como mais de 40 mil árvores. O sistema de abastecimento de água em 5 951 aldeias também foi danificado.  O modelo de ciclone RMSI estimou a perda de 15 mil crore de rúpias indianas  (2,1 bilhões de dólares americanos) devido ao ciclone.

#### Sul da Índia

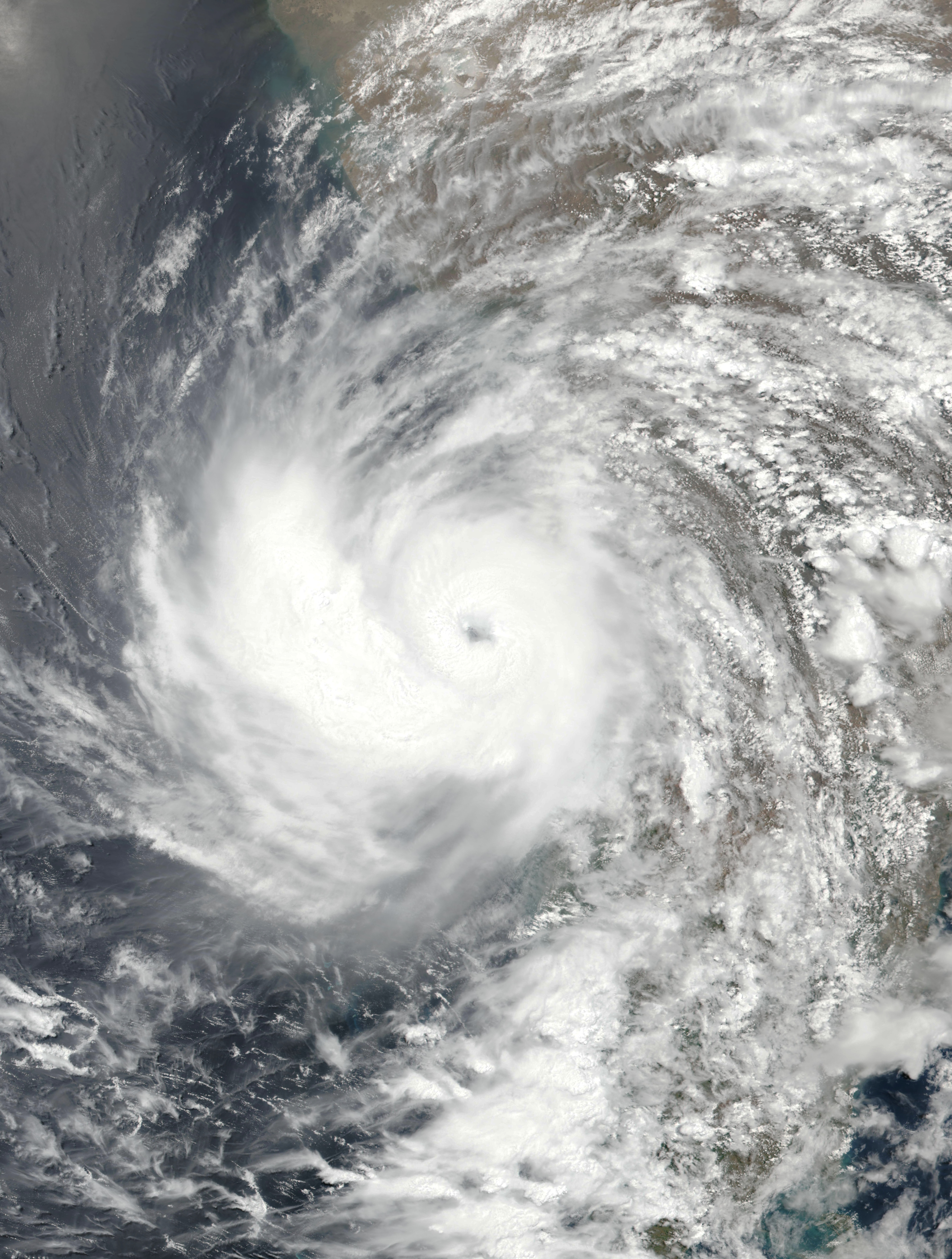
Tempestade ciclônica muito severa de Tauktae em 16 de maio paralela à costa oeste da Índia

Embora tenha permanecido offshore, Tauktae trouxe fortes chuvas para Querala. Uma média de 145,5 mm (5,73 in) de chuva caiu em todo o estado em 15 de maio, danificando sua agricultura e infraestrutura de energia. Ocorreram inundações repentinas e o solo ficou alagado em Querala. Mais de cem casas sofreram danos em todo o estado. Duas pessoas foram mortas nos distritos de Ernakulam e Calecute de Querala, com um total estadual de 10.  Erosão costeira severa ocorreu em Ambalappuzha, Cherthala e Karthikappally. Casas foram danificadas ou destruídas em Alappuzha e Kadakkarappally pelos fortes ventos de Tauktae. Numerosas árvores foram arrancadas e o fornecimento de energia interrompido em Alappuzha.  Vários distritos e municípios relataram impactos consideráveis de chuvas fortes. As enchentes na Divisão Central de Querala destruíram pelo menos 248 ha (610 acres) de plantações no valor de 52 milhões de rupias indianas. A costa de Carnataca foi fustigada por ventos fortes e chuvas fortes, enquanto ondas com alturas de até 4,2 m (14 pés) de altura navegavam pelo mar da Arábia. Mais de 70 aldeias em sete distritos de Carnataca foram afetadas pelo ciclone, de acordo com a Autoridade de Gerenciamento de Desastres do Estado de Carnataca. 385 mm (15,2 pol.) de chuva caíram na Estação Nada em Kundapur Taluk, Carnataca, enquanto várias outras estações registraram pelo menos 200 mm (7,9 pol.) de chuva. Ventos sustentados de 90 km/h (56 mph) golpearam a costa do estado por horas, danificando pelo menos 112 casas, com pelo menos 139 postes de eletricidade sendo derrubados.

### Outros lugares
No Paquistão, o campo de vento externo da tempestade chegou até a província de Sindh. Devido à influência da tempestade, ela gerou tempestades de poeira e seguidas de chuvas leves que afetaram a cidade de Carachi. Os fortes ventos também causam o colapso de um telhado e mataram quatro pessoas. A tempestade de areia também causou o arrancamento de árvores, letreiros e postes elétricos. O Departamento Meteorológico do Paquistão (PMD) registrou 7 mm (0,28 pol) de chuva na cidade. Isso causou uma onda de calor na cidade com temperaturas que chegam a 43,5 ° C (110,3 ° F). Nas Maldivas e no Sri Lanka, mais de 730 famílias foram afetadas pelo ciclone.

## Consequências

### Índia
O chefe da Força Nacional de Resposta a Desastres (NDRF), SN Pradhan, disse que médicos e várias equipes médicas foram enviadas aos estados afetados, assim como 100 equipes de socorro. No entanto, apenas o pessoal vacinado foi enviado. Arranjos especiais para hospitais, suporte COVID-19 e outras necessidades foram feitos para garantir que a eletricidade não fosse interrompida.

Em Querala e Carnataca, milhares buscaram refúgio em campos de refugiados devido às suas casas terem sido danificadas por Tauktae, de acordo com os ministros-chefes de ambos os estados. Uma grande quantidade de preocupação persistia com a capacidade dos hospitais de manter oxigênio suficiente para os pacientes com COVID-19, bem como com as plantas que o geravam.